# Cadiens
Pour les articles homonymes, voir Cadien.
Cet article concerne le groupe ethnique des États-Unis. Pour les Acadiens résidant au Canada, voir Acadiens.
Les Cadiens, ou Cajuns (en anglais : Cajuns /ˈkeɪd͡ʒənz/), forment un groupe ethnique en Louisiane dont les ancêtres sont les Acadiens, descendants de colons français qui ont été déportés soit durant la seconde moitié du XVIIIe siècle en provenance de l'Acadie, soit au XIXe siècle de la Nouvelle-Écosse, de l'Île-du-Prince-Édouard et du Nouveau-Brunswick au Canada.
L'Acadiane ou pays cadien, en Louisiane, est d'ailleurs un territoire officiellement reconnu qui abrite la grande majorité des Cadiens.
La déportation des Acadiens est une période historique marquante de l'histoire acadienne. Elle fait elle-même partie d'une période plus longue de l'histoire de l'Acadie appelée Grand Dérangement.

## Étymologie
« Cajun » est l'orthographe utilisée dans le monde anglophone et reprise à tort par la plupart des francophones hors de Louisiane car c'est en fait une déformation péjorative d'« acadien ». Les Louisianais préfèrent d'ailleurs l’orthographe « cadien(ne) », quoique la prononciation locale s’apparente parfois à ce qu’on épellerait « cadjin(e) »,. Le mot est dérivé étymologiquement d’« acadien ».
Théoriquement les Cadiens sont des créoles au sens strict du terme, à savoir toute personne d'ascendance européenne née dans les colonies, mais beaucoup de Louisianais font maintenant une distinction entre ces deux étiquettes. En effet les Créoles en Louisiane renvoient plus spécifiquement aux colons réfugiés de Saint-Domingue au XIXe siècle, à la suite des révoltes d'esclaves, tandis que les Cadiens sont les descendants des exilés d'Acadie, au niveau de vie plus modeste.

## Histoire

Région de l'Acadiane : Pourcentage de la population qui parle français en 2015 :
15 à 20 %
10 à 15 %
4 à 10 %
moins de 4 %

### Origines

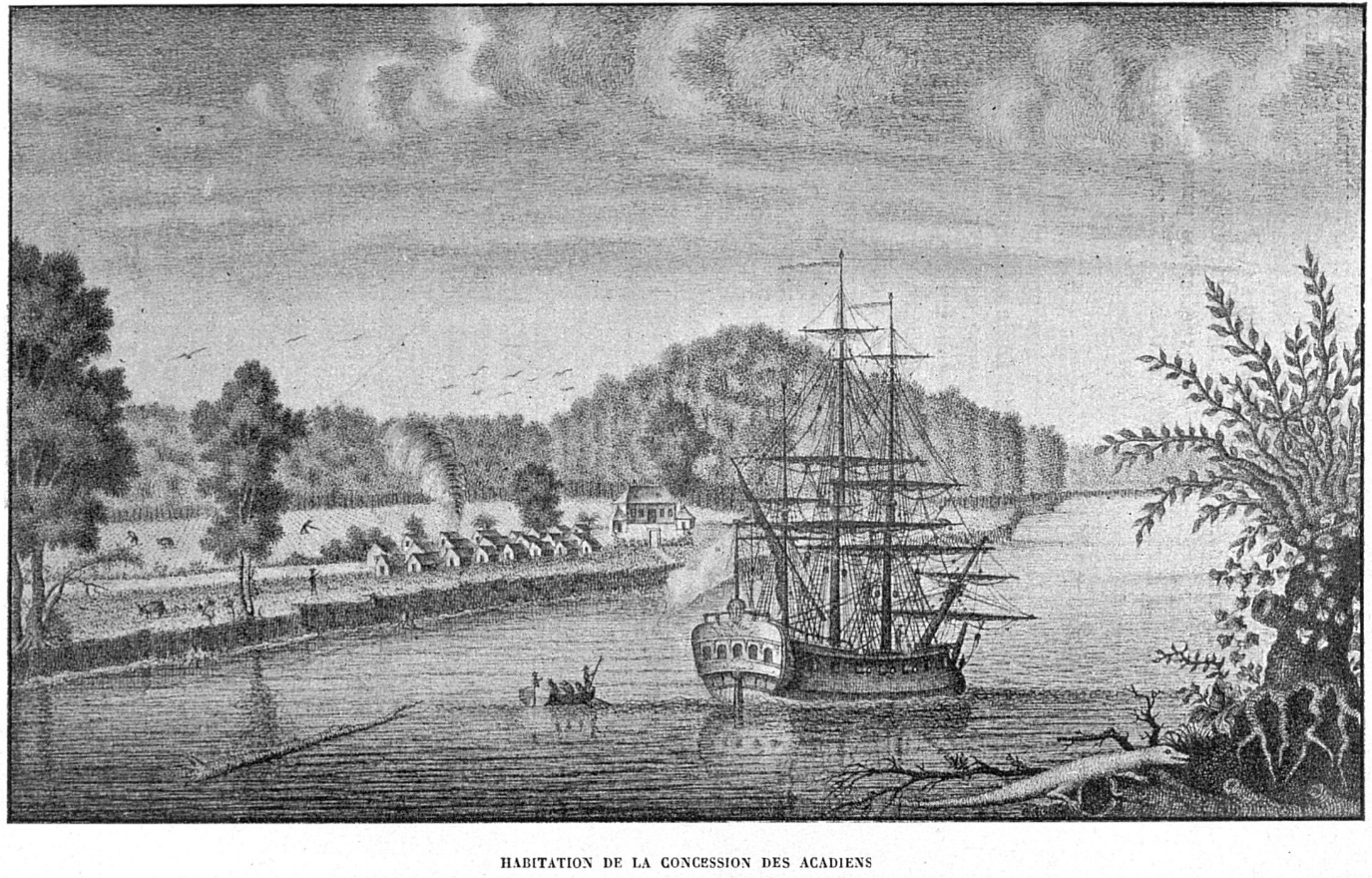
Concessions acadiennes en Louisiane (représentation de la fin du XVIIIe siècle).

Les Cadiens n'étaient pas les premiers francophones à s'installer en Louisiane. La Louisiane était une colonie française, établie en 1684. À la fin du XVIIe siècle, des francophones venant du Poitou (Bas-Poitou, la future Vendée), de l'Aunis (cap. La Rochelle), la Saintonge (cap. Saintes), l'Angoumois (cap. Angoulême), de Normandie, de Bretagne, et des environs de Paris se sont installés en Louisiane. Ces réfugiés (les Cadiens) se sont ajoutés aux Louisianais francophones déjà présents et qui venaient du Québec actuel ou de France. Vinrent s'ajouter un bon nombre de Saint-Domingue pendant la révolte des esclaves qui mena à la création de l'État d'Haïti. D'autres groupes (colons espagnols, immigrants allemands et italiens) se sont graduellement assimilés au groupe culturel des Cadiens.
Un premier groupe d'Acadiens dirigés par Joseph Brossard dit Beausoleil quitte Halifax en novembre 1764 à destination de Saint-Domingue dans l'espoir d'y retrouver des Acadiens en vie et de remonter vers le Québec via le fleuve Mississippi. Aucun Acadien n'a survécu dans l'île et le groupe de 193 personnes décide donc de s'établir en février 1765 à La Nouvelle-Orléans, en Louisiane, alors une colonie espagnole mais toujours sous le contrôle du gouverneur français Charles Philippe Aubry. Il fournit, à chaque famille, des semences, des outils, un fusil et une parcelle sur la prairie des Attakapas, à l'Ouest de La Nouvelle-Orléans. D'autres Acadiens s'établissent la même année et quelques-uns d'entre eux s'établissent sur la Côte acadienne, à Cabannocé, sur la rive droite du Mississippi, au nord de la capitale. Les Acadiens établissent rapidement des fermes prospères.
Vers 1767, un réseau destiné à faire venir d'autres exilés en Louisiane est mis sur pied mais le gouverneur Antonio de Ulloa les force à s'installer plus au nord afin de défendre le territoire contre les incursions anglaises. Cela incite les Acadiens à participer à la rébellion de La Nouvelle-Orléans et le gouverneur est chassé de la colonie le 28 octobre 1768.
La situation des exilés en France n'est pas bonne mais ils sont au courant du succès de l'établissement en Louisiane. Après une visite en 1764, Henri Peyroux de La Coudrenière en fait la promotion avec l'aide du cordonnier Oliver Terrio. Le roi et les Acadiens acceptent finalement le projet. En 1785, 1 596 d'entre eux, soit la plupart des réfugiés, prennent la direction de la Louisiane à bord de sept navires ; ils s'établissent principalement au bord du bayou Lafourche.

### Premières décennies
La première génération de Cadiens aspire peu à l'aisance matérielle, se contentant d'assurer le confort de leur famille. Des gens de la deuxième génération acquièrent toutefois des esclaves, souhaitant obtenir la richesse et le prestige des planteurs esclavagistes. Ce changement de mentalité nuit à la cohésion de la société. D'ailleurs, au début des années 1860, les planteurs représentent 15 % de la population cadienne mais possèdent 80 % de la richesse, constituée principalement de plantations de coton et de canne à sucre. Les planteurs s'identifient de plus en plus comme des Créoles, le gentilé Cadiens étant désormais considéré comme honteux.

### Guerre de Sécession
Les planteurs soutiennent la cause sécessionniste et les paysans s'y opposent mais tous soutiennent la carrière politique d'Alexandre Mouton, un planteur qui a toutefois accordé le droit de vote à tous les hommes libres et a été gouverneur de l'État de 1842 à 1846. Ce dernier préside la Convention sécessionniste de Baton Rouge, le 26 janvier 1861, lors de laquelle la Louisiane est déclarée indépendante de l'Union par 113 voix contre 17.
Le général Jean-Jacques Alfred Mouton, fils d'Alexandre Mouton, tente de recruter les Cadiens en 1861 mais ceux-ci restent indifférents à la cause confédérée. Ils deviennent de plus en plus hostiles, notamment à la suite de l'adoption de la loi sur la conscription. Les Cadiens souhaitant échapper aux escadrons de la conscription confédérée trouvent refuge dans les territoires contrôlés par les Jayhawkers, des brigands, qui les menacent aussi lors de leurs incursions à la recherche de nourriture. La Nouvelle-Orléans capitule en avril 1862 et Opelousas, en Acadiane, devient la nouvelle capitale. Les forces du général unioniste Nathaniel Prentice Banks prennent possession de l'Acadiane en septembre 1863. Le bétail est fréquemment confisqué et même les clôtures sont démolies. Lors de la bataille de la prairie Carencro, le 3 novembre 1863, la 18e compagnie d'infanterie de Louisiane, sous les ordres d'Alfred Mouton, est placée à l'avant des troupes confédérées. Le général est tué et plus du tiers des soldats cadiens perdent la vie.

### Après-guerre
La guerre a détruit les fermes et les infrastructures alors que les cours d'eau sont jonchés d'épaves, rendant la navigation impossible. L'ordre social s'est aussi effondré et une crise économique frappe l'Acadiane dès 1865. Après la guerre, les vétérans, les déserteurs et les Jayhawkers retournent chez eux. L'esclavage est aboli mais les milliers d'esclaves sont réduits à l'errance. Tous ces gens dans le besoin imposent un fardeau important dans le contexte économique difficile.
La situation économique difficile accélère l'assimilation des Cadiens. Leur culture et leur langue sont devenues l'objet de dérision alors que la société anglo-américaine est devenue le symbole de la réussite sociale ; les Cadiens pouvant se permettre d'envoyer leurs enfants à l'université choisissent les établissements anglophones. Il n'existe de toute manière que peu d'institutions à l'époque et la plupart des organisations sont informelles. Toutefois, la préservation de traditions et d'événements communautaires comme les boucheries, les coups de main, les bals de maison et les veillées contribue à l'entraide et à la solidarité tout en préservant l'identité cadienne. Les Cadiens continuent de se contenter de peu de biens matériels, même jusqu'au milieu du XXe siècle, par opposition à la prospérité de la société américaine, ce qui contribue à l'idée que les Cadiens sont paresseux.
Malgré leur situation aux États-Unis, le Dictionnaire des peuples classe les Acadiens dans les peuples non-occidentaux, de par leur proche disparition durant le Grand Dérangement et leur long isolement.

## Milieu
Les Cadiens forment une population plus large que les descendants des Acadiens, car ils ont « cadianisé » plusieurs peuples dont des Amérindiens, des Noirs et des immigrants d'autres origines, notamment les Allemands de Louisiane. Ils sont en fait distincts des autres francophones de Louisiane. Quant au terme « créole », il désigne généralement au XXIe siècle ou bien les descendants d'Africains établis en Louisiane sous le régime français, ou bien l'aristocratie de La Nouvelle-Orléans.
L'Acadiane est principalement constituée de prairies parsemées de platins — des marais inondés de façon intermittentes — pouvant supporter la croissance de boisés ; il y a aussi une lisière de forêt au bord des cours d'eau. Outre le fleuve Mississippi, les rivières et les bayous, le milieu compte aussi des coulées, autrement dit de petits cours d'eau. Le paysage le plus typique de la Louisiane, d'une grande importance dans la culture des Cadiens, est la mèche, autrement dit la plaine côtière.
Les Cadiens se sont établis en Louisiane selon deux organisations de base, soit les rangs le long des cours d'eau et les hameaux sur la prairie. À l'origine, les habitations dans la prairie se concentrent dans des anses et beaucoup sont autosuffisantes. Les pirogues, les bateaux plats et les voiliers constituent les principaux moyens de transports mais des chemins sont aménagés sur les digues, ou levées.

## Économie
L'élevage a toujours été un élément important de la culture et de l'économie des Cadiens, facilité par la présence naturelle de prairies, convenant à l'implantation de vacheries, autrement dit de ranchs. Ils fournissent la ville de la Nouvelle-Orléans en bœufs, un trajet qui prenait à l'origine deux semaines. L'élevage est toujours marqué par les rassemblements, le marquage à chaud et la conduite.
La culture du riz se développe à la suite de la Guerre de Sécession et devient rapidement un moteur économique important. La couche de terre glaise située à un mètre de profondeur favorise cette culture, qui est tout d'abord faite selon la méthode de providence, qui consiste à construire des digues retenant l'eau de pluie dans les clos. Maurice Brien est le premier à utiliser une machine pour faire la récolte, en 1884, augmentant considérablement la production de riz. Du même coup, de nombreuses personnes s'établissent au Sud-Ouest de la Louisiane, dont la population passe de 126 067 personnes en 1880 à 236 399 en 1900, soit 90% d'augmentation. En 1894, un système de canaux est creusé près de Jennings, permettant l'inondation des clos grâce à l'usage de pompes.
La pêche à la chevrette (crevette) est l'activité économique principale dans les bayous Lafourche et Terrebonne mais cette pêche est aussi pratiquée tout le long de la côte. Les chevrettiers sont amarrés le long des bayous mais se rendent dans le golfe du Mexique durant la saison de la pêche.

## Culture

### Architecture et mobilier
L'architecture traditionnelle cadienne est principalement inspirée de l'architecture créole louisianaise mais reprend des éléments de l'architecture acadienne. Les premières maisons reprennent l'architecture des Houmas et sont donc constituées de bâtons couverts de chaume fait de feuilles de palmetto. Après quelques années, les Cadiens construisent des maisons de poteaux en terre ou de planches debout, avec un sol de terre battue. Les maisons en poteau sur sole, plus stable, remplacent ces constructions. Les poteaux sont mortaisés dans les madriers et du bousillage remplit l'espace entre les poteaux. La forme des maisons reste pourtant constante au cours du XIXe siècle, avec un plan rectangulaire, une garçonnière — un grenier réservé aux fils adolescents — accessible grâce à un escalier partant de la galerie située à l'avant. Le premier étage ne compte qu'une pièce meublée d'un buffet, d'une table, de chaises, d'une armoire et d'un lit, tous faits à la main en cyprès. Des lits pliants et des matelas amovibles complètent l'ameublement.

### Musique

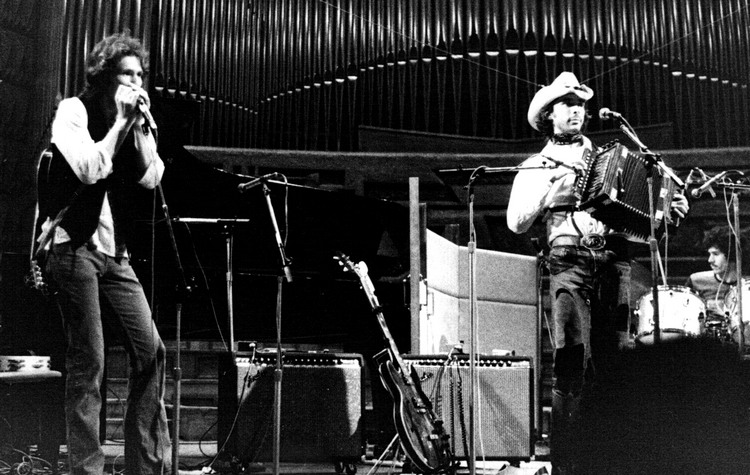
Zachary Richard et le Bayou des mystères à Paris en 1976.

La musique cadienne est une forme de musique francophone traditionnelle de Louisiane aux influences multiples (folk, blues, musique créole), traditionnellement interprétée au chant, mélodéon, violons, guitare et 'tit fer (triangle). Elle est encore vivante et chantée en français, même si la pression anglophone est grande. Les Frères Balfa (ou Balfa Brothers, en anglais), formation constituée d'une fratrie de cinq hommes, ont popularisé le genre musical, grâce à des concerts donnés dans les festivals folks des années 1960 et 1970, et à des enregistrements réalisés par des collecteurs français.
Le zydeco, ou parfois « zaricot », est une musique traditionnelle apparentée, au rythme plus syncopé, incorporant plus d'influences africaines, de musique soul, rhythm 'n' blues et blues. Le terme provient du titre d'une chanson, Les Haricots sont pas salés, une sorte de blues pour désigner que les temps sont durs du fait qu'on n'a même pas de la couenne à mettre avec les haricots. Ses plus dignes représentants sont : l'accordéoniste Clifton Chenier ou encore Boozoo Chavis.

### Littérature

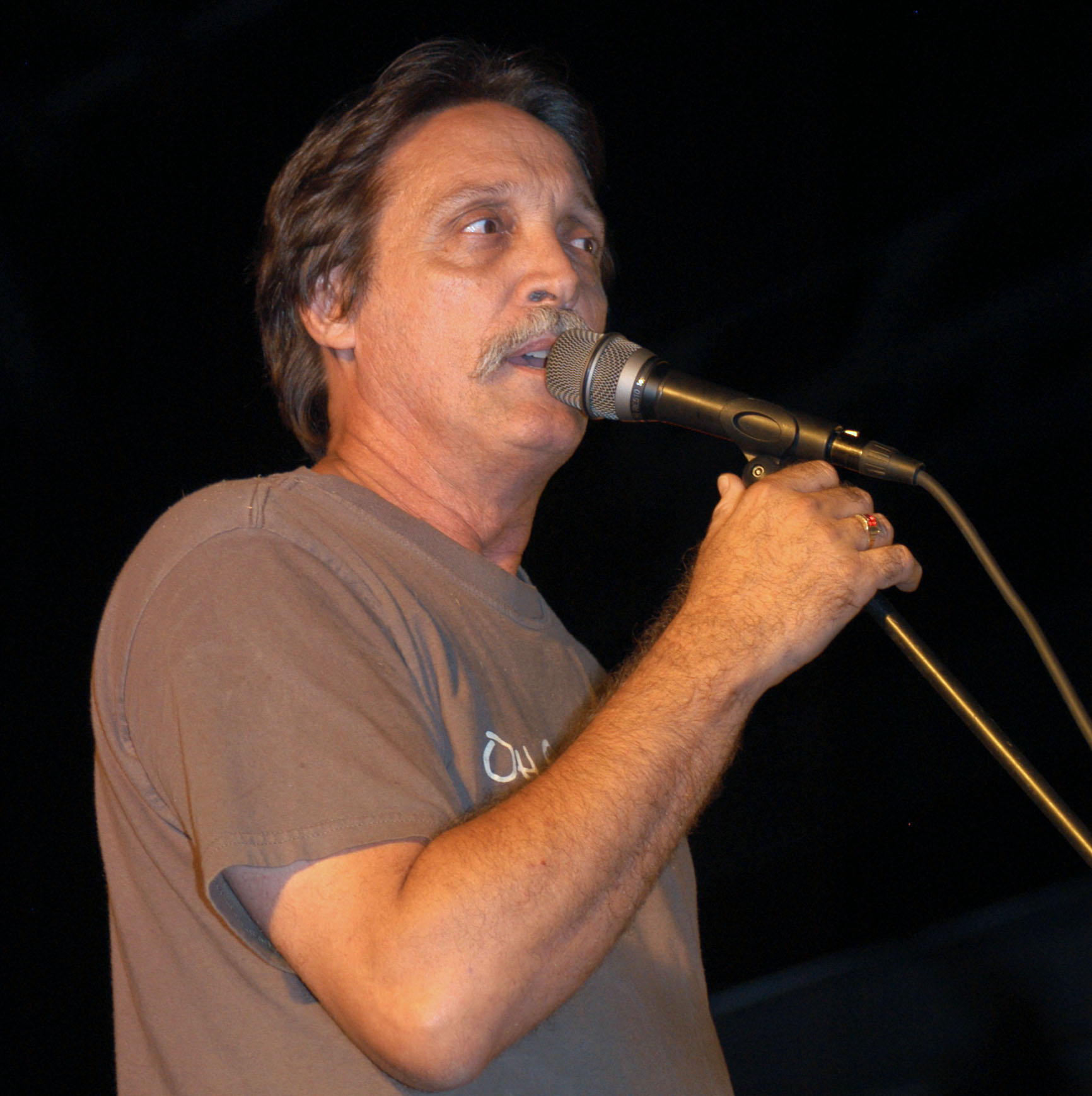
Jean Arceneaux.

Marc Lescarbot a donné naissance à la littérature acadienne à Port-Royal en 1606. Plusieurs visiteurs ainsi que des prêtres ont ensuite écrit sur la géographie ainsi que sur les conditions religieuses et économiques. La situation politique trouble et la lente croissance de la population expliquent le faible nombre de textes produits par les Acadiens durant cette période. Après la Déportation, la littérature prend du temps à réapparaître mais la tradition orale reste florissante. Avec la fondation d'écoles et de collèges au XIXe siècle puis les Conventions nationales acadiennes, les Acadiens et leur clergé commencent à redécouvrir leur identité et leurs aspirations dans un monde d'anglophones. Contrairement à ce qui se fait par la suite dans l'Acadie du Nord, plusieurs auteurs cadiens écrivent en anglais et leur texte diffèrent peu de ceux des autres américains. La littérature cadienne francophone à proprement parler apparait quant à elle en 1980, lorsque les éditions intermède Inc. (Montréal) ont publié le recueil poétique Cris sur le Bayou, naissance d'une poésie acadienne en Louisiane auquel Jean Arcenaux a contribué. David Cheramie, Debbie Clifton et Zachary Richard ont aussi été publiés, tant aux États-Unis qu'au Canada.

### Cuisine
Les Cadiens s'adaptent rapidement à leur milieu et se mettent à chasser et trapper des espèces comme le castor, la loutre, le vison, le rat musqué, le chaoui (raton laveur), l'ours, l'alligator, la tortue et le ouaouaron. Des oiseaux tels que les canards et les oies sont chassés en saison. Les huîtres, les chevrettes (crevettes), les crabes et diverses espèces de poissons complètent l'alimentation. Les Cadiens font le commerce des fruits de mer vers la Nouvelle-Orléans dès le début du XIXe siècle. Ils pêchent aussi les écrevisses, ce qui est à l'origine de l'aquaculture au XXe siècle.
La cuisine cadienne est souvent utilisée comme métaphore de la culture cadienne. Elle plonge ses racines dans les cuisines acadienne, française, espagnole, allemande, anglo-américaine, afro-caribéenne et amérindienne. De la cuisine française proviennent les éléments les plus caractéristiques, dont la marinade, les épices et la cuisson lente dans un récipient couvert. Les cuisines espagnole et afro-caribéenne ont introduit l'utilisation de la tomate et des piments forts (piments). Le gombo est un potage d'origine africaine — l’oulè guingombo — fait à base d'okra (gombo), un légume apporté par les esclaves. Une autre version du gombo peut être faite à base de roux, un mélange cuit de farine et de matière grasse originaire de la cuisine française. Le filé, du sassafras moulu, est d'origine amérindienne et est utilisé pour épaissir les sauces.
Le plat le plus connu de la cuisine cadienne est l'étouffée d'écrevisses, qui portait à l'origine le nom de court-bouillon. Cuisiné dans les années 1930 à l'hôtel de madame Hébert de Pont-Breaux, la recette fut donnée vers 1940 à Aline Guidry Champagne, propriétaire du restaurant Rendez-Vous, qui lui donna son nom. Il figure dans les premiers livres de cuisine des années 1950 et il a contribué à populariser la cuisine cadienne. Pourtant, les écrevisses sont peu utilisées avant les années 1960, la plupart des gens se contentant de les faire bouillir. Le développement de l'aquaculture a incité les cuisiniers comme les particuliers à les préparer en sauce et inventer diverses recettes avec les queues. On trouve aussi la Jambalaya, plat d'influence française et espagnole, et apparenté à la paella.

### Folklore
La tradition orale est bien ancrée chez les Cadiens mais l'arrivée de la télévision et l'anglicisation a relégué les contes et les conteurs au second plan. Un type particulier de conte de Mamou est « les histoires de Pascal », constitué d'exagérations, de mensonges et d'absurdités improvisées sur les aventures d'un personnage appelé Pascal.

### Langue
Le français classique du XVIIe siècle  (asteur, une bérouette, etc.) et le créole de Louisiane parlé vers Saint-Martinville, le « Kouri-Vini ».
L'interdiction de parler cadien est édictée en 1921. Elle est levée en 1968, le français étant réautorisé comme deuxième langue à l'école. Le déclin des locuteurs est cependant continu : le pays cadien comptait un million de locuteurs francophones en 1970 contre 150 000 en 2015. Le Codofil (Conseil pour le développement du français en Louisiane), dont le siège est à Lafayette, tente toutefois de préserver la langue française dans la région, tout comme des associations locales, des initiatives individuelles ou des commerces, certains cafés tenant par exemple la tradition de « table française », avec interdiction de parler anglais à certains horaires.

### Religion

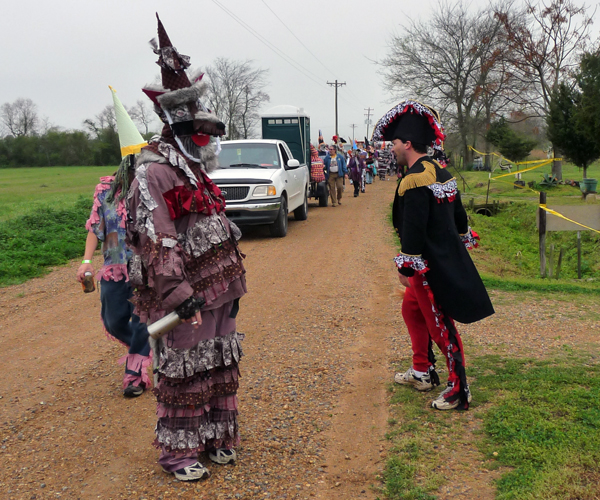
Un coureur de Mardi gras (à gauche) déguisé en rougarou et son capitaine (à droite).

La plupart des Cadiens sont des catholiques. Plusieurs traditions para-religieuses existent, dont la bénédiction annuelle des champs de canne à sucre de La Nouvelle-Ibérie et de Jeanerette ainsi que la bénédiction de la flottille de chevrettiers. Le poisson et les fruits de mer sont couramment consommés le vendredi et durant le carême. Le Mardi gras est considéré comme la fête « religieuse » la plus remarquable.

### Médecine traditionnelle
La médecine traditionnelle cadienne, toujours populaire, plonge ses racines dans les médecines acadienne, afro-louisianaise et amérindienne, toutes fondées sur la même vision du monde. Les traitements sont à la fois mystiques et pratiques ; des prières catholiques, des chandelles et des chapelets sont donc utilisés. Les traiteurs — les guérisseurs — doivent connaître les plantes médicinales. Ils apprennent en général leur métier d'une personne plus âgée, possèdent chacun un répertoire de prières et acceptent rarement d'être payés pour leurs services.

### Médias
En Louisiane, le CODOFIL publie La Gazette de Louisiane en français cinq fois par an. Une autre publication de cet État est Feux Follets, un périodique sur la littérature publié annuellement et comptant 400 abonnés. Fondé en 2019, Le Bourdon de la Louisiane est la seule publication en ligne à publier des articles en français louisianais, en français standard et en créole louisianais.
Les États-Unis ne comptent pas de stations de télévision francophones mais la LPB, une station locale du réseau PBS, diffuse certaines émissions en français. Certaines émissions francophones sont aussi disponibles aux abonnés du câble, ainsi que le réseau TV5 Monde. En 2008, 19 stations diffusaient de la musique cadienne ou créole. KSCL-FM, à Shreveport, diffuse certaines émissions en français alors que KJJB-FM, à Eunice, et WRBH-FM, à La Nouvelle-Orléans, diffusent des nouvelles en français.
Selon Brian G. Comeaux, l'organisateur du Congrès mondial acadien de Louisiane en 1999, l'internet a permis de rapprocher les Acadiens du monde, probablement plus que les Congrès.

### Cinéma
Le cinéaste louisianais d'origine cadienne, Glen Pitre, réalisa en 1986 le film Belisaire, le cajun qui aborde, à travers le héros du film, Bélisaire Breaux, les relations conflictuelles entre les habitants louisianais francophones et l'arrivée d'immigrants anglophones venant peupler la Louisiane au cours du XIXe siècle.

### Sports
Les courses de chevaux sont populaires jusqu'à ce jour, notamment chez les vachers de la prairie. Les courses de sulkys sont populaires jusqu'au début des années 1960 mais les courses au harnais ont disparu. Les courses d'un quart de mille sur piste droite sont toujours très populaires et plusieurs jockeys cadiens, dont Eddie Delahoussaye, sont connus à travers le pays.
Le pratiquant d'arts martiaux Dustin Poirier est d'origine cadienne compte parmi l'un des meilleurs combattant de mma et boxeur au monde.